# Pinkelwurst

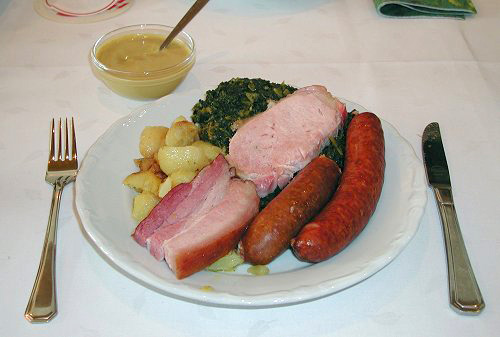
Grünkohlgericht

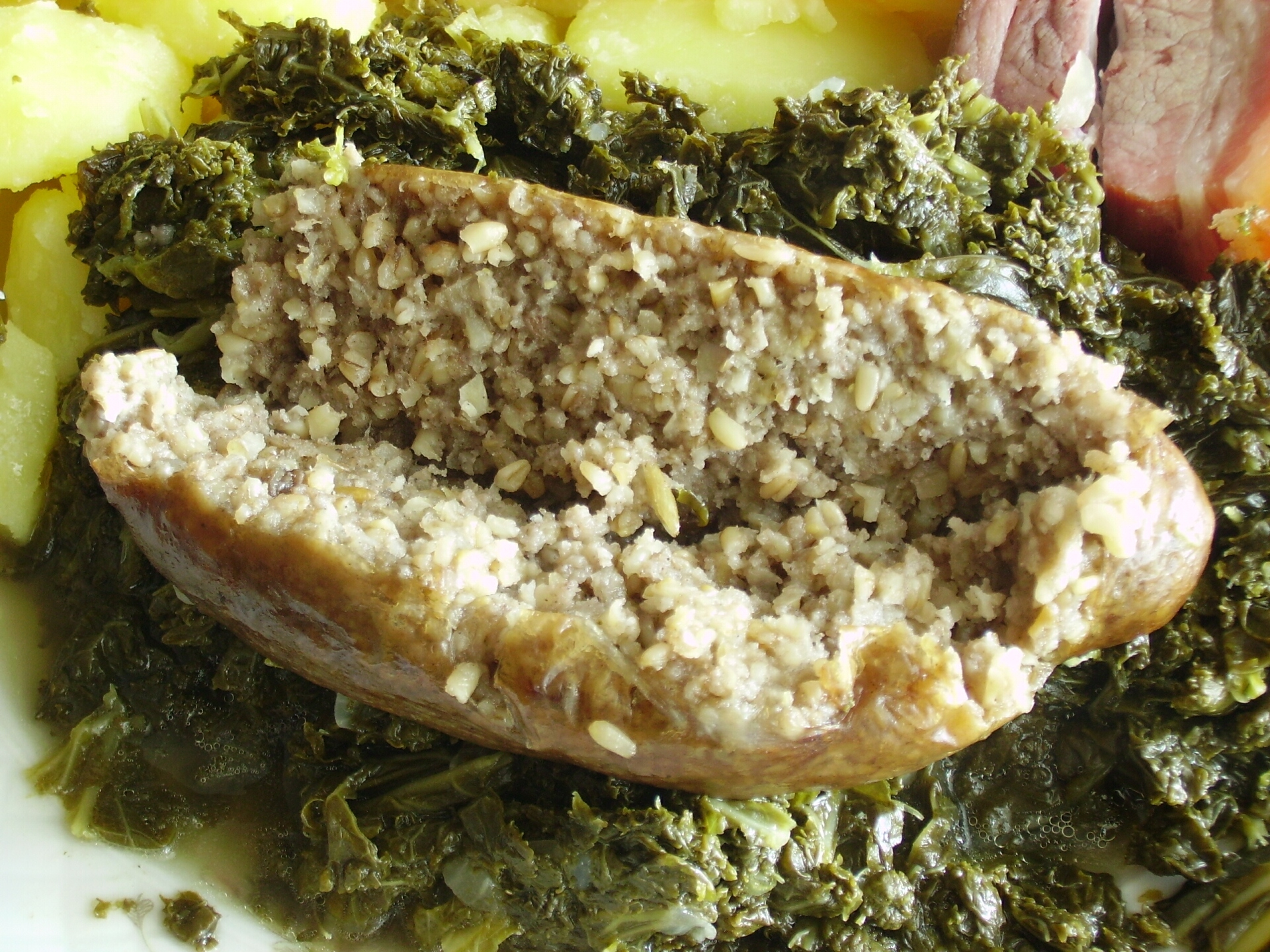
Pinkelwurst ouverte, sur lit de Grünkohl ou chou vert.

La Pinkelwurst ou Pinkel est une saucisse fumée à base de gruau, typique des régions du nord de l'Allemagne, particulièrement dans les environs des villes d'Oldenbourg, Brême et Osnabrück, ainsi que dans les régions de Frise et de Frise orientale.
Il existe une saucisse de composition similaire, la Knipp, mais de dimension supérieure (environ 30cm de longueur, contre environ 15cm pour la Pinkelwurst) 

## Utilisation
Elle fait partie du traditionnel Grünkohlgericht ou Kohl und Pinkel, plat composé de Pinkelwurst, d'une espèce locale de chou frisé (en général chou brun ou Braunkohl ou du chou vert ou Grünkohl dans la région de Brème), de lard, de pommes de terre vapeur, d'épaule de porc (Kasseler), ainsi que d'autres saucisses régionales. Ce plat s'accompagne de moutarde.

## Ingrédients
La Pinkelwurst se compose en majeure partie de lard, de gruau d'avoine ou d'orge, de suif de bœuf, de saindoux, d'oignons, de sel et poivre, ainsi que d'autres épices, qui varient selon les maîtres-bouchers et qui sont jalousement tenues secrètes.